# Astor de Nova Caledònia
L'astor de Nova Caledònia (Tachyspiza haplochroa; syn: Accipiter haplochrous) és un ocell rapinyaire de la família dels accipítrids (Accipitridae). Habita als boscos de Nova Caledònia. El seu estat de conservació es considera gairebé amenaçat.

## Taxonomia
Tradicionalment astor de Nova Caledònia estava classificat dins el gènere Accipiter. Tanmateix, estudis filogenètics moleculars van trobar que aquest gènere era polifilètic i es va proposar reordenar les seves espècies en 5 gèneres monofilètics. En base a aquests estudis, el Congrés Ornitològic Internacional, en la seva llista mundial d'ocells (versió 14.2, 2024) transferí aquesta espècie al gènere Tachyspiza, que fou recuperat per a tal fí.
Segons el Handook of the Birds of the World i la quarta versió de la BirdLife International Checklist of the birds of the world (Desembre 2019), aquest tàxon apareix classificat dins del gènere Accipiter.